# Sampaio Bruno
Sampaio Bruno, pseudonimo di José Pereira de Sampaio (Porto, 30 novembre 1857 – Porto, 11 novembre 1915), è stato un filosofo e scrittore portoghese.

## Biografia
Nato a Porto, nella regione Nord del Portogallo, figlio di un militare massone, il giovane Sampaio Bruno coltivò ideali positivisti (dai quali più tardi si distaccherà, criticandoli), liberali, repubblicani e patriottici, che lo portarono a redigere nel 1890, assieme al poeta e filosofo Antero de Quental, lo statuto della Lega Patriottica del Nord, come risposta all'umiliazione subita dal Portogallo con l'Ultimatum Britannico. Nuovamente con Antero de Quental, e unendosi ad altri pensatori lusitani come Basílio Teles, partecipò alla fallita rivolta repubblicana del 31 gennaio 1891, scegliendo subito dopo di esiliarsi a Parigi, per poi ritornare in Portogallo nel 1893. Pubblicò nel 1902 una delle sue opere più importanti, L'Idea di Dio (A Ideia de Deus). Dal 1905 alla morte fu direttore della Biblioteca Municipale di Porto, città nella quale morì nel 1915.

## Pensiero
Sampaio Bruno è un pensatore metafisico eterodosso, soprattutto nei confronti della teologia cattolica, essendo inoltre fortemente animato da avversità nei confronti di ogni forma di tirannia e intolleranza, fino al punto di adottare come pseudonimo il cognome Bruno, in onore di Giordano Bruno.
Contrariamente alla visione cattolica tradizionale, Sampaio Bruno pensa che la caduta e la scissione di cui l'universo e le creature sono oggetto sarebbero inerenti a Dio stesso, un Dio onnisciente ma non onnipotente, che soffre col mondo e si fa compagno dell'avventura umana nella molteplicità della creazione.
Il passaggio ontologico dall'unità alla molteplicità è per Sampaio Bruno il più grande mistero filosofico che riguarda il divino. Ciò è discusso nell'opera A Ideia de Deus (L'Idea di Dio) del 1902: «in principio era l'omogeneo, e l'omogeneo stava con Dio, e l'omogeneo era Dio. L'omogeneo era infinito e immutabile, permanente e continuo, assoluto e necessario [...]. Questo omogeneo, continuo, infinito, assoluto, necessario, tuttavia non permase. E questo è il mistero indecifrabile: perché e come questo fu».
Da qui l'idea, contraria alla visione agostiniana, di una positività del male, e l'affermazione del valore dello sforzo morale dell'essere umano, finalizzato al progresso morale e alla redenzione, non solo dell'umanità, bensì dell'intero universo, nel quale Dio stesso soffrirebbe una sorta di diminuzione di sé, partecipando così anch'egli di tale ascensione, attraverso le creature, il cui fine ultimo sarebbe il ritorno all'unità originaria. Non un'unità concepita in quanto autorità, bensì in quanto universale e assoluta «unità nella libertà».
In tale visione monista e inglobante, contraria al dualismo cartesiano, convergono gli interessi e le sensibilità di Sampaio Bruno rispetto al misticismo e al'esoterismo, che in lui contribuiscono a una visione del mondo e dell'essere in quanto intrinsecamente misteriosi. Nel suo pensiero, peraltro, non mancano elementi messianici, profetici e teurgici.
Da un punto di vista pratico, la sua visione monistica di un universo in cui l'uomo si deve sforzare per vivere in «amorevole e sapiente cooperazione» tra le creature, lo spinse a diventare vegetariano.
La filosofia di Sampaio Bruno partecipa di una tendenza spiritualista eterodossa del pensiero portoghese contemporaneo e ha avuto ripercussioni su movimenti e autori a lui contemporanei e posteriori, come il saudosismo di Teixeira de Pascoaes e il modernismo di Fernando Pessoa (in quest´ultimo, soprattutto negli aspetti sebastianisti del pensiero pessoano).

## Opere principali
- Análise da Crença Cristã (1874)
- Manifesto dos Emigrados da Revolução Republicana Portuguesa de 31 de Janeiro de 1891, pref. Sampaio Bruno e Alves da Veiga (1891)
- Notas do Exílio. 1891-1893 (1893)
- O Brasil Mental. Esboço crítico, (1898)
- A Ideia de Deus (1902)
- O Encoberto (1904)